# Holland Park
Holland Park es un barrio de Kensington, al oeste del centro de Londres, que contiene una calle y un parque público homónimos. No tiene límites oficiales pero está delimitado aproximadamente por Kensington High Street al sur, Holland Road al oeste, Holland Park Avenue al norte y Kensington Church Street al este. Los barrios adyacentes son Notting Hill al norte, Earl's Court al sur y Shepherd's Bush al noroeste.
La zona está compuesta principalmente por calles arboladas con grandes casas adosadas victorianas, y contiene muchas tiendas, hoteles, restaurantes y atracciones culturales como el Design Museum, así como las embajadas de varios países. La calle Holland Park está formada a partir de la unión de tres calles contiguas construidas entre 1860 y 1880 según el proyecto de los maestros constructores William y Francis Radford, que fueron contratados para construir más de doscientas casas en la zona. Entre los desarrollos residenciales del siglo xix más importantes del barrio están el Royal Crescent y Aubrey House.

## Historia

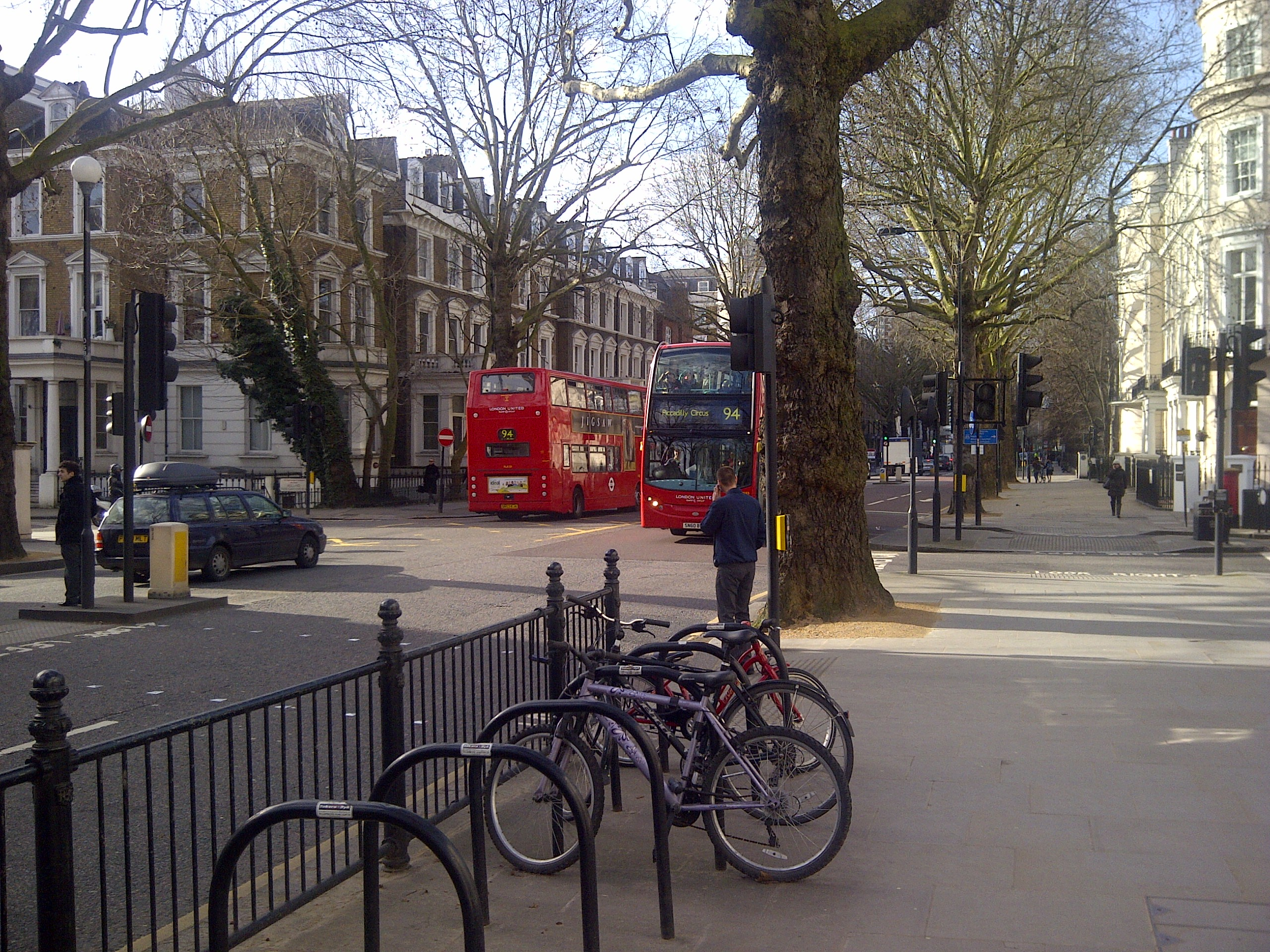
Holland Park Avenue en 2013.

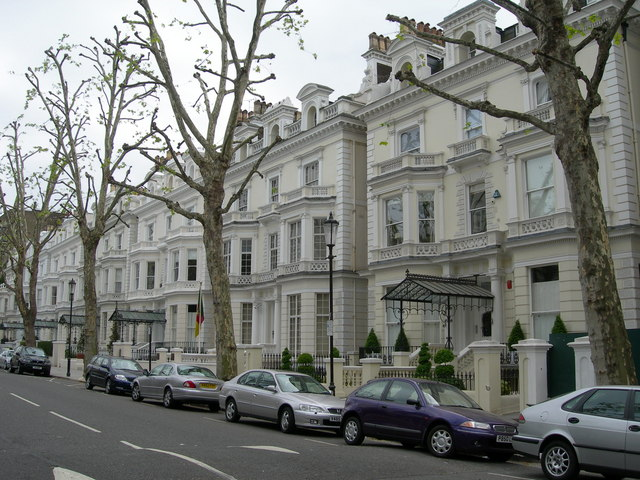
Casas adosadas en Holland Park.

La zona conocida actualmente como Holland Park fue rural hasta el siglo xix, y la mayor parte de ella estaba ocupada por los terrenos de una mansión jacobina llamada Holland House. En las últimas décadas de ese siglo los propietarios de esta mansión vendieron las partes más exteriores de sus terrenos para que se construyeran nuevas viviendas, y el barrio que surgió de esta manera tomó el nombre de la mansión. Este barrio también incluía algunas pequeñas zonas que nunca habían formado parte de los terrenos de Holland House, en especial el Phillimore Estate (hay al menos cuatro calles con la palabra Phillimore en su nombre) y la zona de la Campden Hill Square.
A finales del siglo xix, varios artistas renombrados (incluido Frederic Leighton, presidente de la Real Academia de Arte, y Val Prinsep) y coleccionistas de arte vivían en la zona conocida como Holland Park Circle.

### Lansdowne House
Lansdowne House, en Lansdowne Road, es un edificio de ocho plantas construido entre 1902 y 1904 por el arquitecto escocés William Flockhart para el magnate de la minería sudafricano Sir Edmund Davis. El edificio, declarado monumento clasificado de grado II, contenía apartamentos y talleres de artistas. Entre los artistas que tenían estudios en el edificio durante las primeras décadas del siglo xx estaban Charles Ricketts, Charles Haslewood Shannon, Glyn Philpot, Vivian Forbes, James Pryde y Frederick Cayley Robinson, que actualmente son conmemorados en una placa azul colocada en el edificio.
El edificio ha sufrido modificaciones importantes. Cuando en 1957 el productor discográfico Denis Preston estaba buscando una propiedad en la que instalar un estudio de grabación, su ingeniero asistente Joe Meek encontró este edificio, que tenía unos techos inusualmente altos y una pista de squash en el sótano, apropiada para ser convertida en un estudio. Preston, Meek y el ingeniero Adrian Kerridge establecieron entonces el estudio, e hicieron sus primeras grabaciones aquí en 1958. Este fue el primer estudio de grabación de música independiente de Londres. En 1962, se inauguró una sala de control ampliada con vistas del estudio. Posteriormente, Kerridge se convertiría en el propietario del estudio. Los estudios cerraron en 2006 y el edificio fue convertido posteriormente en trece apartamentos independientes, manteniendo un pequeño estudio de grabación.

## El parque público

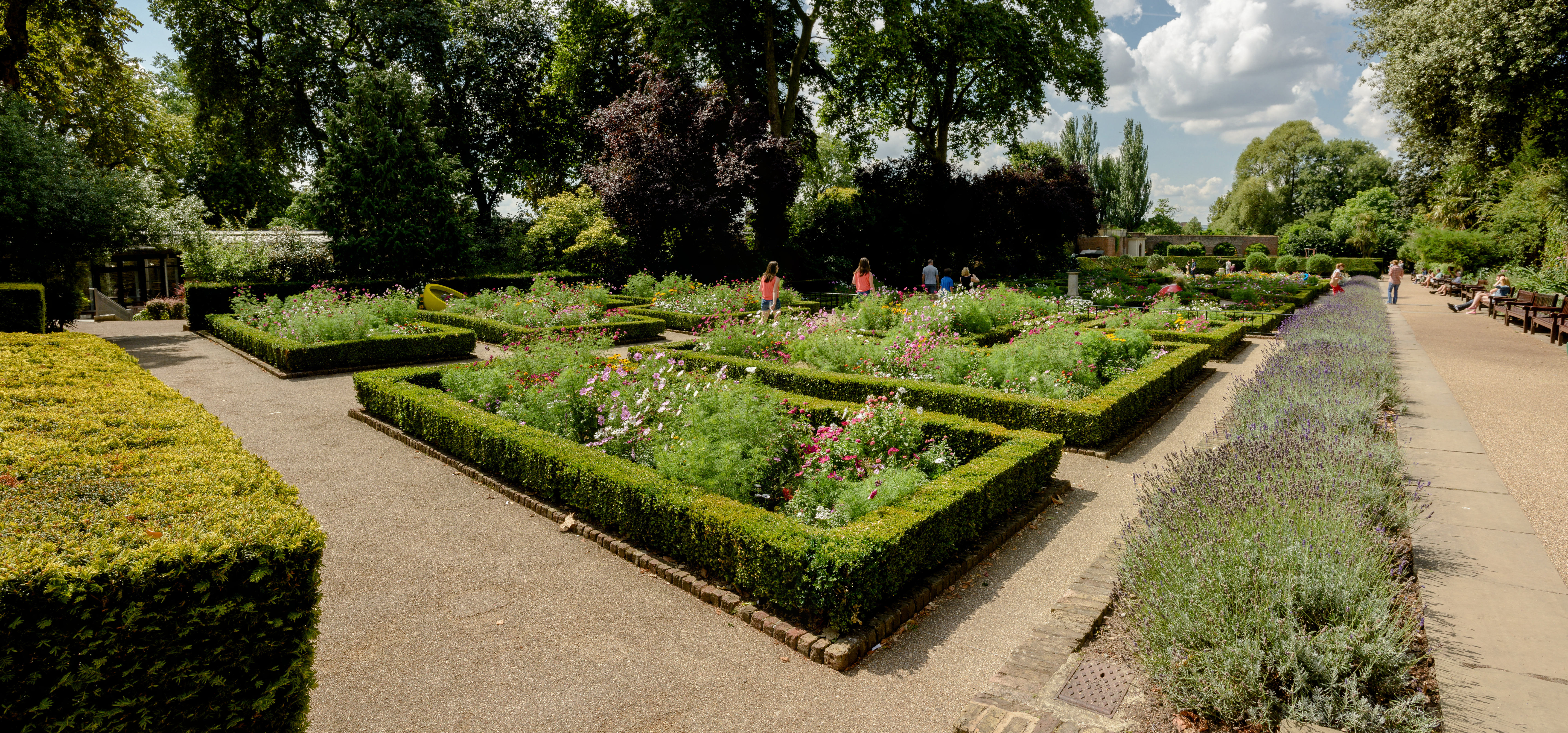
Los jardines formales del parque.

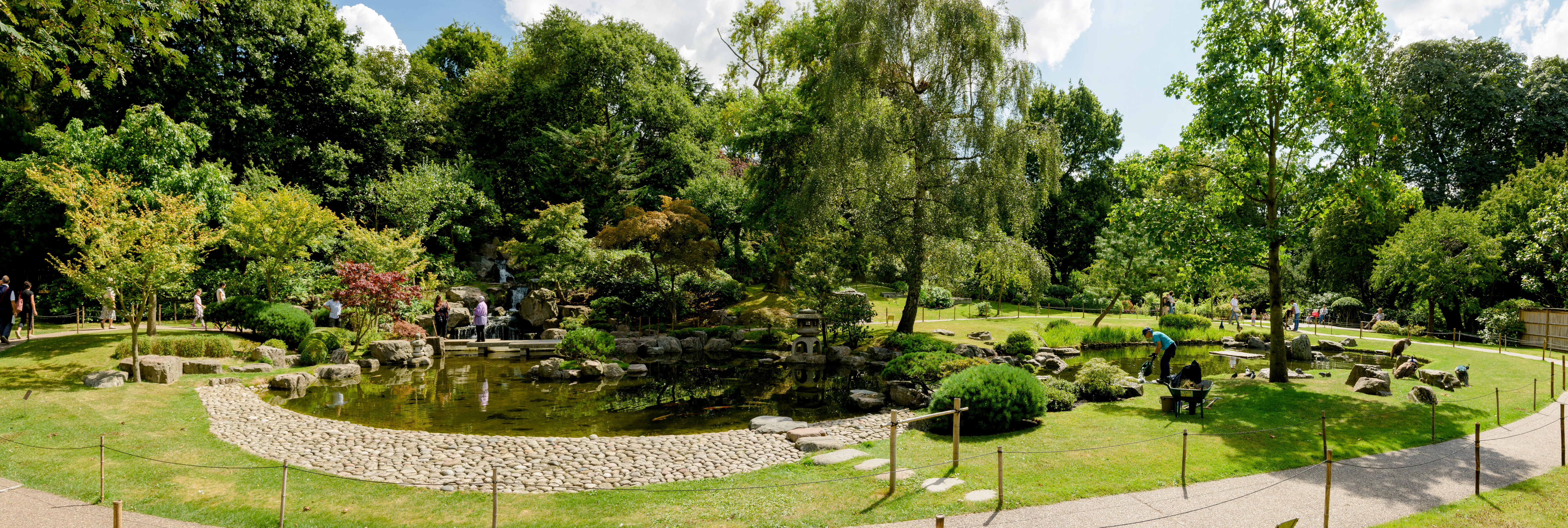
El Jardín de Kioto.

El parque tiene una superficie de unas 22 hectáreas. Se puede dividir en tres zonas: una mitad norte de bosque semisalvaje, una sección central de jardines formales y una sección meridional usada para actividades deportivas.
Holland House es actualmente una ruina, ya que fue devastada por bombas incendiarias en 1940, durante la Segunda Guerra Mundial, pero las ruinas y los terrenos fueron comprados por el London County Council en 1952 a su último propietario privado, el VI conde de Ilchester. En la actualidad, los restos de la casa forman un telón de fondo del teatro al aire libre del parque, que es la sede de Opera Holland Park. Justo al sur del parque se encuentra la antigua sede del Commonwealth Institute, que actualmente alberga el Design Museum.
El parque contiene una cafetería, un restaurante adosado a la orangerie, un juego de ajedrez gigante, un campo de críquet, pistas de tenis, dos jardines japoneses (el Jardín de Kioto de 1991 y el Jardín Memorial de Fukushima de 2012), un albergue, una zona de juegos para niños, ardillas y pavos reales.
El Centro de Ecología de Holland Park (2013), gestionado por el Servicio de Ecología del borough, ofrece programas de educación medioambiental que incluyen paseos por la naturaleza, charlas, programas para escuelas y programas de actividades al aire libre para niños.